# МЦ-116М

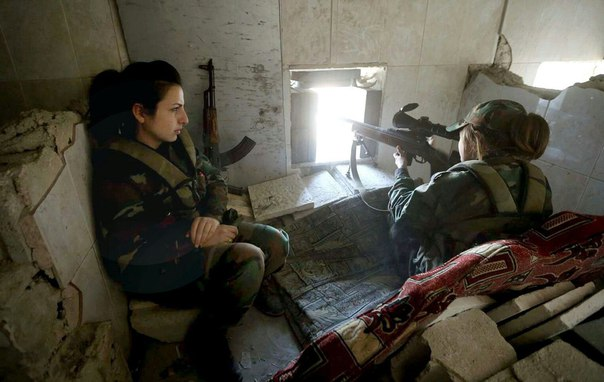
Военнослужащие-женщины одного из женских подразделений республиканской гвардии Сирии, ведущего боевые действия на окраине Дамаска в районе Джобар, ноябрь-декабрь 2015 года.
Снайпер с винтовкой МЦ-116М ведет наблюдение.

МЦ-116М — российская магазинная снайперская винтовка, созданная на основе спортивной однозарядной винтовки МЦ-116.

## Описание
МЦ-116М представляет собой магазинную винтовку с продольно-скользящим поворотным затвором.
Ударно-спусковой механизм регулируемый. Ложа и приклад изготовлены из дерева.
Винтовка комплектуется оптическим прицелом ПКС-07У.
Первые партии данной винтовки отличались высоким качеством отделки ствола, и при использовании целевых патронов — обеспечивали кучность не хуже 0,5 МОА. С увеличением масштабов производства винтовки, качество стволов снизилось.

## Страны-эксплуатанты
- Россия
- Беларусь: используется силами специальных операций[2];